# Allium lipskyanum
Allium lipskyanum är en amaryllisväxtart som beskrevs av Aleksei Ivanovich Vvedensky. Allium lipskyanum ingår i släktet lökar, och familjen amaryllisväxter. Inga underarter finns listade i Catalogue of Life.